# Atletica leggera ai Giochi della XXVII Olimpiade - Salto in lungo femminile

Video della Finale (1º e 2º turno di salti)

Video della Finale
(3º turno)

Video della Finale
(6º turno)

Il salto in lungo ha fatto parte del programma di atletica leggera femminile ai Giochi della XXVII Olimpiade. La competizione si è svolta il 29 settembre 2000 allo Stadio Olimpico di Sydney.

## Presenze ed assenze delle campionesse in carica
| Competizione         | Atleta          | Prestazione | Sydney 2000 |
| -------------------- | --------------- | ----------- | ----------- |
| Olimpiadi 1996       | Chioma Ajunwa   | 7,12 m      | Rit. 1999   |
| Commonwealth 1998    | Joanne Wise     | 6,63 m      | Presente    |
| Goodwill Games 1998  | Shana Williams  | 6,93w m     | Presente    |
| Europei 1998         | Heike Drechsler | 7,16 m      | Presente    |
| Coppa del mondo 1998 | Heike Drechsler | 7,07 m      | Presente    |
| Asiatici 1998        | Guan Yingnan    | 6,89 m      | Presente    |
| Panamericani 1999    | Maurren Maggi   | 6,59 m      | Presente    |
| Africani 1999        | Grace Umelo     | 6,60 m      | Non selez.  |
| Mondiali 1999        | Niurka Montalvo | 7,06 m      | Assente     |
|                      |                 |             |             |
| Mondiali junior 1996 | Guan Yingnan    | 6,53 m      | Presente    |

1. ↑  Sotto la bandiera della Gran Bretagna.
2. ↑  L'atleta, nata cubana, era diventata da poco cittadina spagnola. Secondo le regole del CIO, dovevano passare cinque anni prima che potesse partecipare alle Olimpiadi con la maglia della sua nuova nazione.

## La gara
Nella fase di qualificazione il miglior salto è di Heike Drechsler con 6,84.
La finale comincia bene per Fiona May, che infila un salto iniziale di 6,76. La sua è una gara in crescendo: 6,82 alla seconda e 6,92 alla terza prova. Ma il terzo turno giova anche alla veterana Heike Drechsler, capace di porre una zampata a 6,99. Il tre porta fortuna anche a Marion Jones: 6,92 per lei come per Fiona. Al quarto posto si porta Tatiana Kotova con 6,83.
La gara si è scaldata: ora si attendono i fuochi di artificio. Invece non succede più nulla fino alla fine della competizione. Fiona May fa tre salti identici a 6,72/6,73: sembra che abbia le polveri bagnate. La Kotova litiga con la pedana e fa due nulli e un 6,73; la Jones fa ancora peggio, con tre nulli. Gioisce Heike Drechsler che, sebbene rimanga lontana dal suo personale, si porta a casa il suo secondo oro olimpico, a otto anni di distanza dal primo. Fiona May è d'argento in virtù del secondo miglior salto: 6,82 contro 6,68 della Jones.
Nel dicembre 2009 il CIO revoca per doping la medaglia di bronzo a Marion Jones e l'assegna all'atleta originariamente quarta classificata, la russa Tatiana Kotova.

## Risultati

### Turno eliminatorio
Qualificazione6,70 m
Solo 5 atlete si qualificano direttamente. Ad esse vengono aggiunti i 7 migliori salti.

### Finale
Stadio Olimpico, venerdì 29 settembre, ore 19:20.
| Pos     | Paese e Atleta    | 1° salto | 2° salto | 3° salto | 4° salto | 5° salto | 6° salto | Miglior Misura | Note |
| ------- | ----------------- | -------- | -------- | -------- | -------- | -------- | -------- | -------------- | ---- |
| Oro     | Heike Drechsler   | 6,48     | X        | 6,99     | 6,79     | X        | X        | 6,99           |      |
| Argento | Fiona May         | 6,76     | 6,82     | 6,92     | 6,72     | 6,73     | 6,72     | 6,92           |      |
| Bronzo  | Tatiana Kotova    | X        | 6,76     | 6,83     | X        | X        | 6,73     | 6,83           |      |
| 4       | Olga Rubleva      | X        | 6,79     | X        | 6,79     | X        | X        | 6,79           |      |
| 5       | Susen Tiedtke     | X        | 6,52     | 6,74     | X        | 4,94     | X        | 6,74           |      |
| 6       | Jackie Edwards    | 6,59     | 6,52     | 6,51     | 6,31     | 6,35     | 6,42     | 6,59           |      |
| 7       | Tünde Vaszi       | 6,32     | X        | 6,59     | X        | X        | X        | 6,59           |      |
| 8       | Ludmila Galkina   | 6,42     | 6,56     | 6,05     |          |          |          | 6,56           |      |
| 9       | Elva Goulbourne   | X        | 6,43     | 6,20     |          |          |          | 6,43           |      |
| 10      | Dawn Burrell      | X        | X        | 6,38     |          |          |          | 6,38           |      |
| 11      | Olena Shekhotsova | X        | X        | 6,37     |          |          |          | 6,37           |      |
| Squal.  | Marion Jones      |          |          |          |          |          |          |                |      |

All'età di 35 anni suonati, Heike Drechsler è di gran lunga la più matura vincitrice dell'oro olimpico nel salto in lungo. 17 anni separano l'atleta tedesca dal suo primo alloro iridato, il titolo mondiale del 1983, quando si chiamava ancora Heike Daute. È la massima distanza riscontrata nell'atletica leggera.